# Fabliau

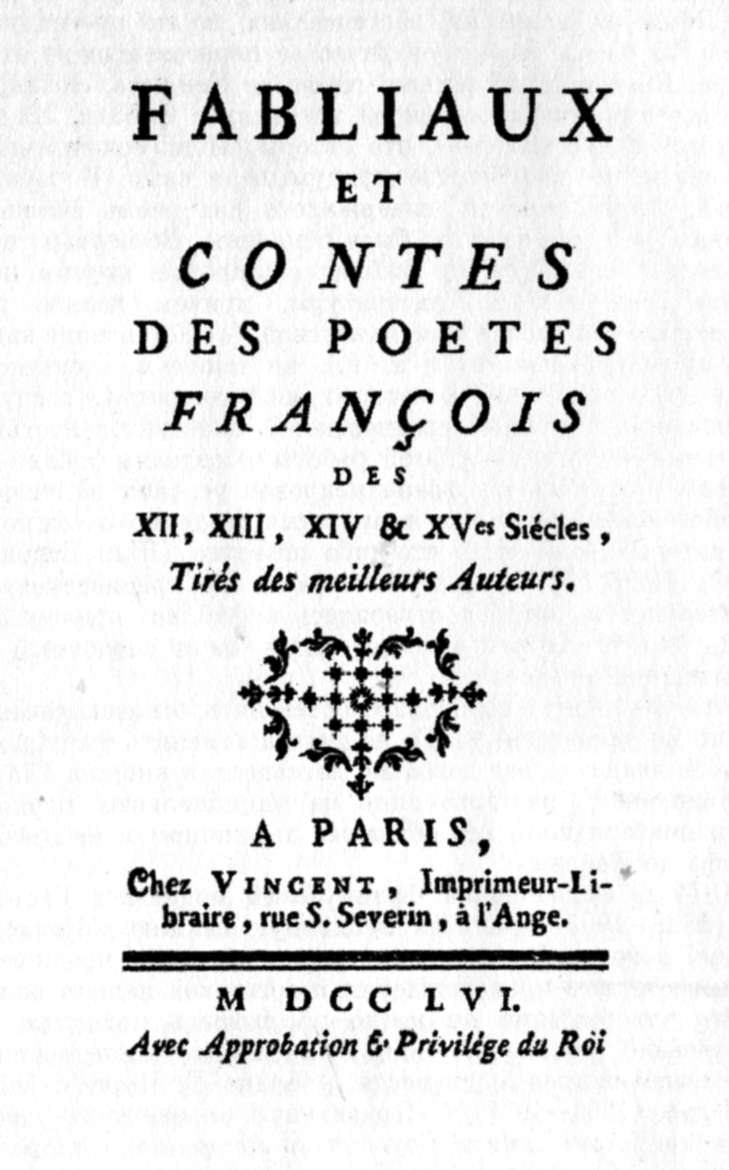
Fabliaux et contes, 1756

A fabliau erotikus tartalmú, előadásmódjában nyers, vaskos humorral élő francia verses elbeszélés. Formája a 8 szótagú, páros rímű vers, a lovagregény formája. Nagy hatással volt a farce-ok (dramatizált fabliau-k) kialakulására. Hatott továbbá Boccaccio, Rabelais, La Fontaine és Molière művészetére is.
E műfaj képviselői közül mintegy 150 maradt fenn. Ezek legtöbbjének ismeretlen a szerzője, néhány azonban jelentékeny költő műve (Henri d'Andeli, Huon le Roi, Rutebeuf, Gautier le Long, Courtebarbe). A mesééhez, elbeszéléséhez hasonló terjedelmű. Leggyakoribb témája a folklórban megtalálható vándortörténet, a legtöbbnek alaphelyzete a rászedés, a beugratás, méghozzá a hatalmon lévők rászedése a népi ravaszság, a paraszti bölcsesség segítségével.
Gyakori témája továbbá a szerelem (a feleség - csábító - felszarvazott férj szerelmi háromszög), az egyházi és világi hatalmasságok pórul járásának ábrázolása.